# 1 de outubro
1 ou 1.º de outubro é o 274.º dia do ano no calendário gregoriano (275.º em anos bissextos). Faltam 91 dias para acabar o ano.

## Eventos históricos

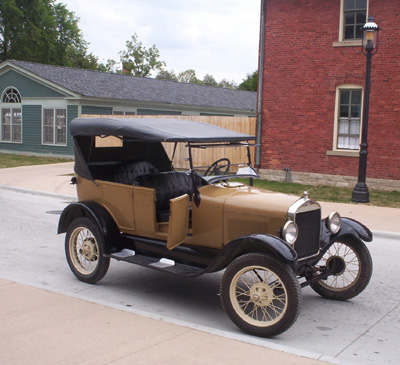
1908:

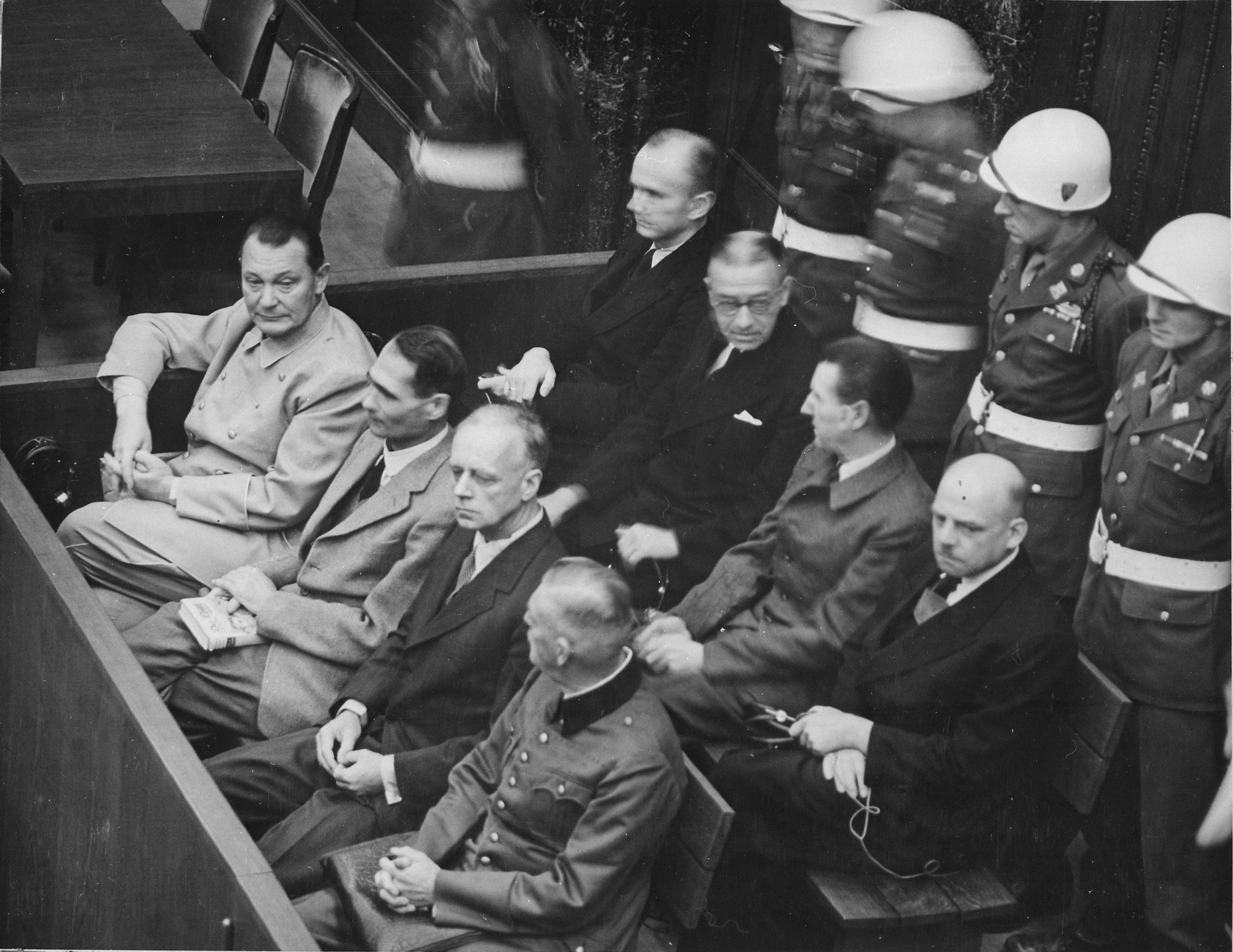
1946: Julgamentos de Nuremberg

- 331 a.C. — Alexandre, o Grande, derrota Dario III da Pérsia na Batalha de Gaugamela.
- 0366 — É eleito o Papa Dâmaso I.
- 0959 — Edgar, o Pacífico torna-se rei de toda a Inglaterra.
- 0965 — Papa João XII sucede ao Papa Bento V.
- 1202 — 480 navios partem de Veneza para a Quarta Cruzada.
- 1273 — Rodolfo I de Habsburgo é eleito Rei dos Romanos.
- 1588 — Ocorre a coroação do Xá Abas I da Pérsia.
- 1645 — Combate entre cristãos e turcos perto da cidade de Chania, na ilha de Creta.
- 1661 — O iatismo tem a sua primeira apresentação na Inglaterra, numa disputa onde o rei Carlos II de Inglaterra (r. 1660–1685) vence o seu irmão Jaime II.
- 1670 — O exército russo derrota os boiardos, exército formado pela aristocracia russa, na  Batalha de Simbirsk.
- 1688 — Guilherme III, Príncipe de Orange assume os governos da Irlanda, Inglaterra e da Escócia (como "Guilherme II").
- 1730 — Ahmed III é forçado a abdicar como sultão otomano.
- 1746 — "Bonnie Prince Charlie" (Carlos Eduardo Stuart), exilado jacobita e pretendente ao trono inglês e da Irlanda, foge da França para a Escócia.
- 1752 — Benjamin Franklin realiza a famosa experiência com a pipa, para provar a eletricidade nos raios.
- 1768 — Tropas inglesas, comandadas pelo general Thomas Gage desembarcam em Boston.
- 1774 — Marquês de Pombal publica decreto que extingue a Inquisição portuguesa.
- 1777 — É assinado o Tratado de Santo Ildefonso, entre Portugal e Espanha, com o objetivo de encerrar a disputa pela posse da colônia sul-americana do Sacramento.
- 1791 — Primeira sessão da nova Assembleia Nacional Legislativa da França.
- 1800 — É assinado o Tratado de Santo Ildefonso entre França e Espanha, pelo qual esta entrega a Luisiana à França.
- 1814 — Início do Congresso de Viena, onde é redesenhado o mapa político da Europa após o fim das Guerras Napoleônicas.
- 1827 — Guerra Russo-Persa: O exército russo sob o comando de Ivan Paskevich invade Yerevan, encerrando um milênio de dominação muçulmana da Armênia.
- 1843 — É fundado em Londres o jornal tabloide News of the World.
- 1887 — O Baluchistão é anexado pelo Império Britânico.
- 1890 — O Congresso dos Estados Unidos cria o Parque Nacional de Yosemite.
- 1895 — É fundado o jornal gaúcho Correio do Povo.
- 1908 — Henry Ford lança o Ford T, o primeiro carro popular da história.
- 1918 — Primeira Guerra Mundial: o Corpo Montado do Deserto britânico e as tropas do xarife de Meca tomam Damasco, então uma cidade do Império Otomano.
- 1925 — Marechal Rondon inicia combate contra os revolucionários do general Isidoro Dias Lopes em Ponta Grossa.
- 1937 — Correio da Manhã, anuncia a "apreensão" do Plano Cohen pelo Estado-Maior do Exército.
- 1946
  - Os líderes nazistas são condenados nos Julgamentos de Nuremberg.
  - Fundação da Mensa International.
- 1947 — O North American F-86 Sabre voa pela primeira vez.
- 1955 — Criação da Região Autônoma Uigur do Xinjiang.
- 1958 — O Comitê Nacional para Aconselhamento sobre Aeronáutica é substituído pela NASA.
- 1960 — A Nigéria ganha a independência do Reino Unido.
- 1961 — Os Camarões Orientais e Ocidentais se fundem para formar a República Federal dos Camarões.
- 1964 — Os japoneses inauguram a sua primeira linha férrea de alta velocidade, ligando Tóquio a Osaka (v. história do trem).
- 1967
  - Inauguração do sistema de cor analógico SECAM na França.
  - Entrada ao serviço do NRP Albacora (S163) na Marinha Portuguesa.
- 1969 — O Concorde rompe a barreira do som pela primeira vez.
- 1970 — A TV Excelsior encerra suas atividades após uma grave crise financeira.
- 1971 — O Walt Disney World é inaugurado perto de Orlando, Flórida.
- 1976 — Tomada de posse do primeiro Governo Regional da Madeira, órgão executivo da Região Autónoma da Madeira, Portugal.
- 1977 - Pelé encerra sua carreira em uma partida de exibição entre New York Cosmos e Santos.
- 1978 — Tuvalu ganha independência do Reino Unido.
- 1979
  - Entidade Zona do canal do Panamá é extinta, como previsto pelos Tratados Torrijos-Carter.
  - É aberto o MTR, o sistema ferroviário de trânsito rápido em Hong Kong.
- 1982 — Epcot abre no Walt Disney World, na Flórida.
- 1985 — Conflito israelo-palestino: Israel ataca a sede da Organização para a Libertação da Palestina na Tunísia durante a "Operação Perna de Pau".
- 1992 — Início das transmissões do Cartoon Network.
- 1994 — Palau entra em um pacto de associação livre com os Estados Unidos.
- 1996 — As Grutas de São Vicente são pela primeira vez abertas ao público.
- 2003 — Criação da Agência Japonesa de Exploração Aeroespacial.
- 2017
  - Cinquenta e oito pessoas morrem e outras 851 ficam feridas em um tiroteio em massa em um festival de música em Las Vegas.
  - Um referendo de independência, declarado ilegal pelo Tribunal Constitucional da Espanha, ocorre na Catalunha.
- 2024 — Conflito Israel–Hezbollah: Israel invade o Líbano e Irã lança mísseis contra o território israelense em meio à escalada de tensões no Oriente Médio.

## Nascimentos

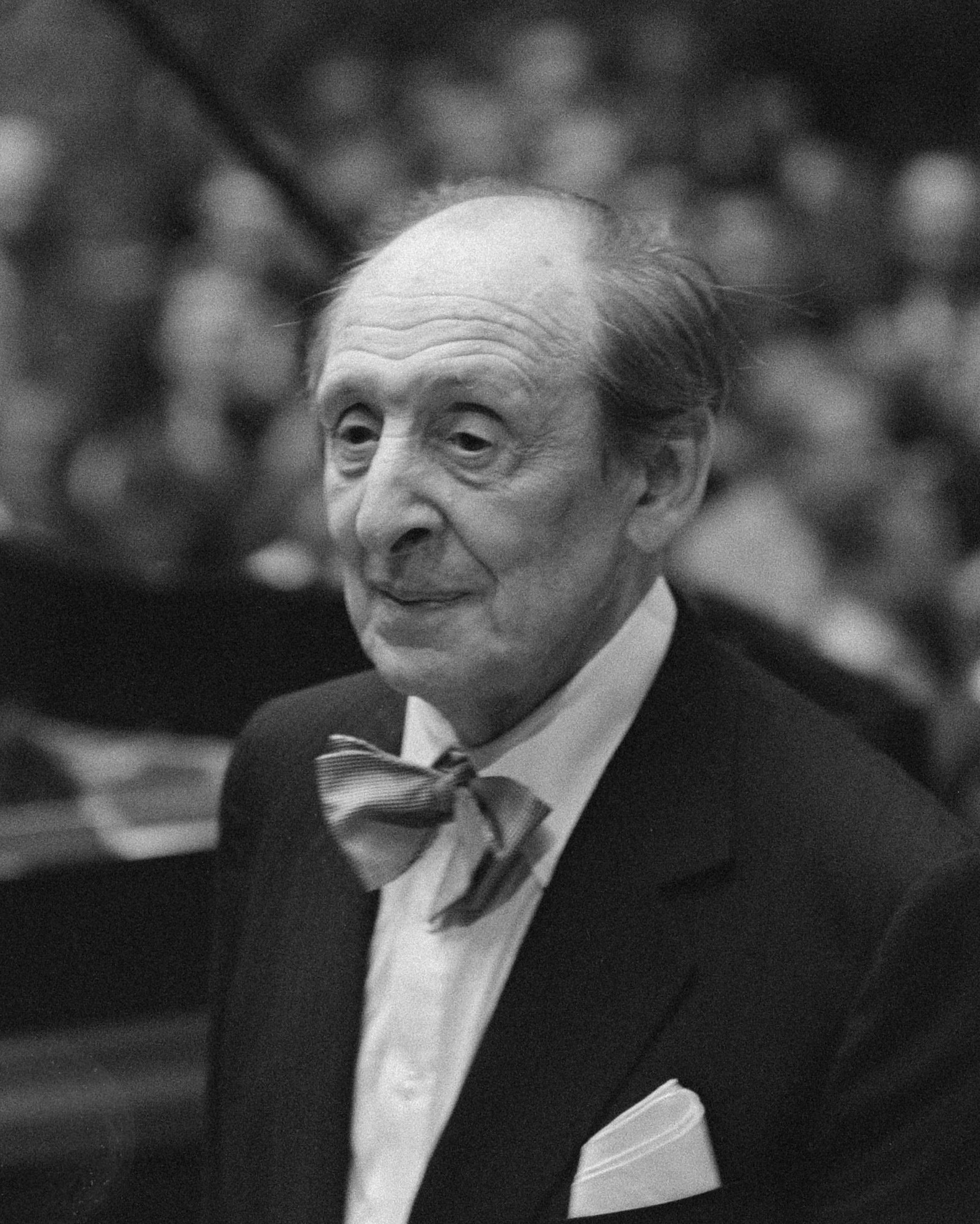
Vladimir Horowitz

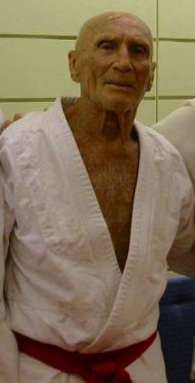
Hélio Gracie

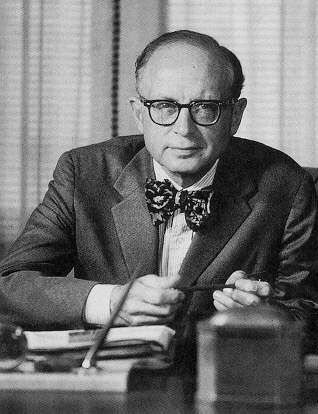
Daniel Boorstin

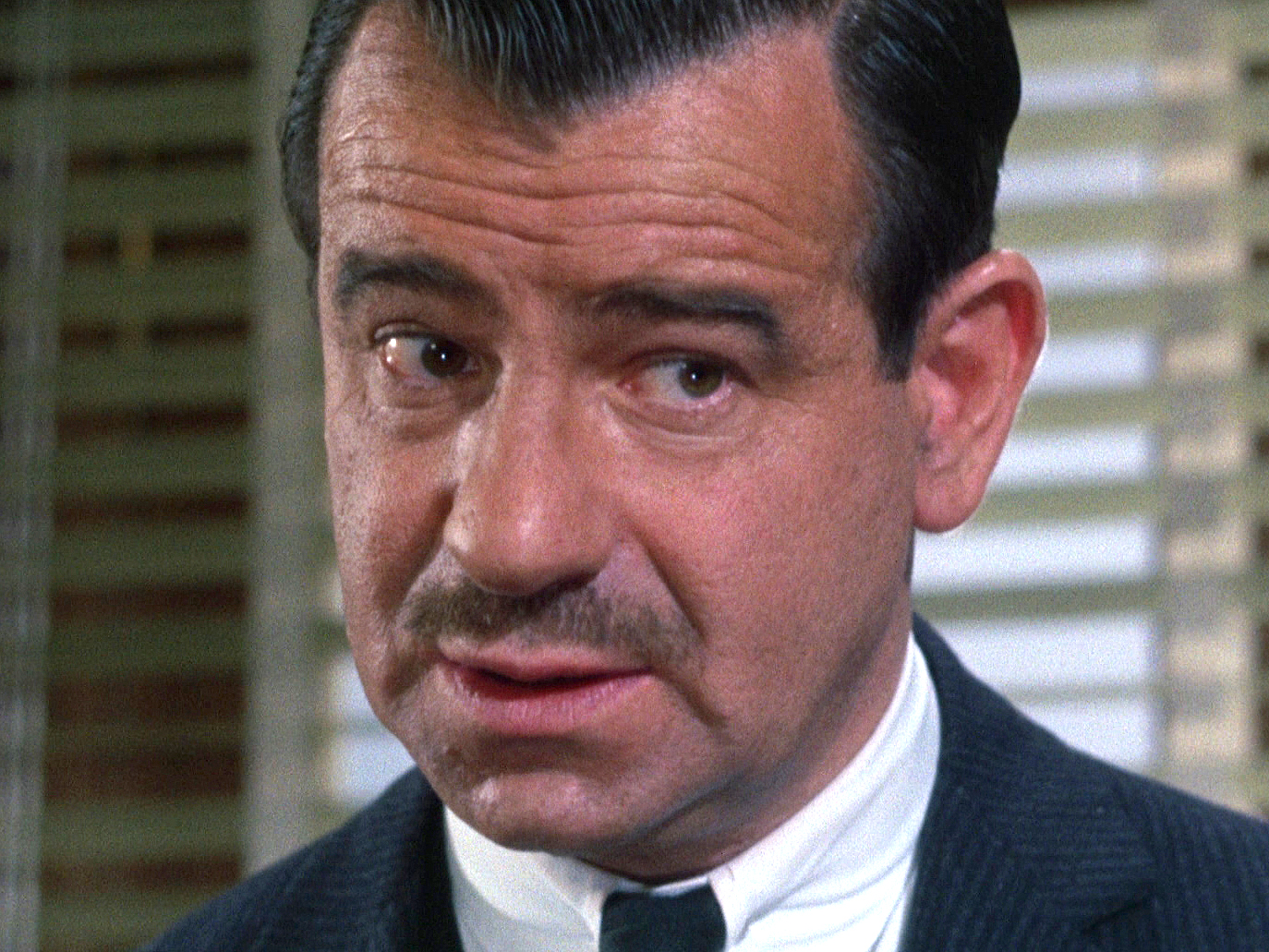
Walter Matthau

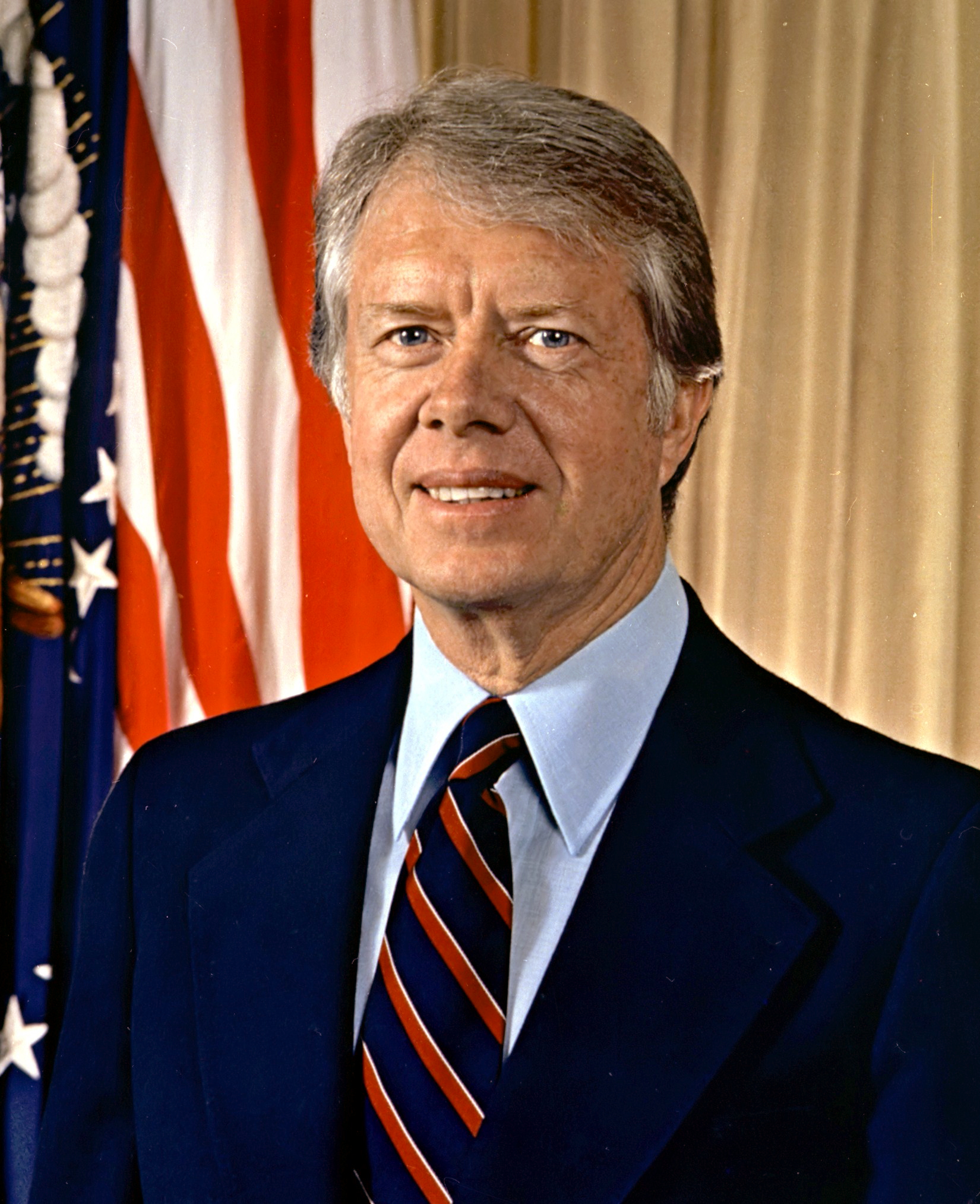
Jimmy Carter

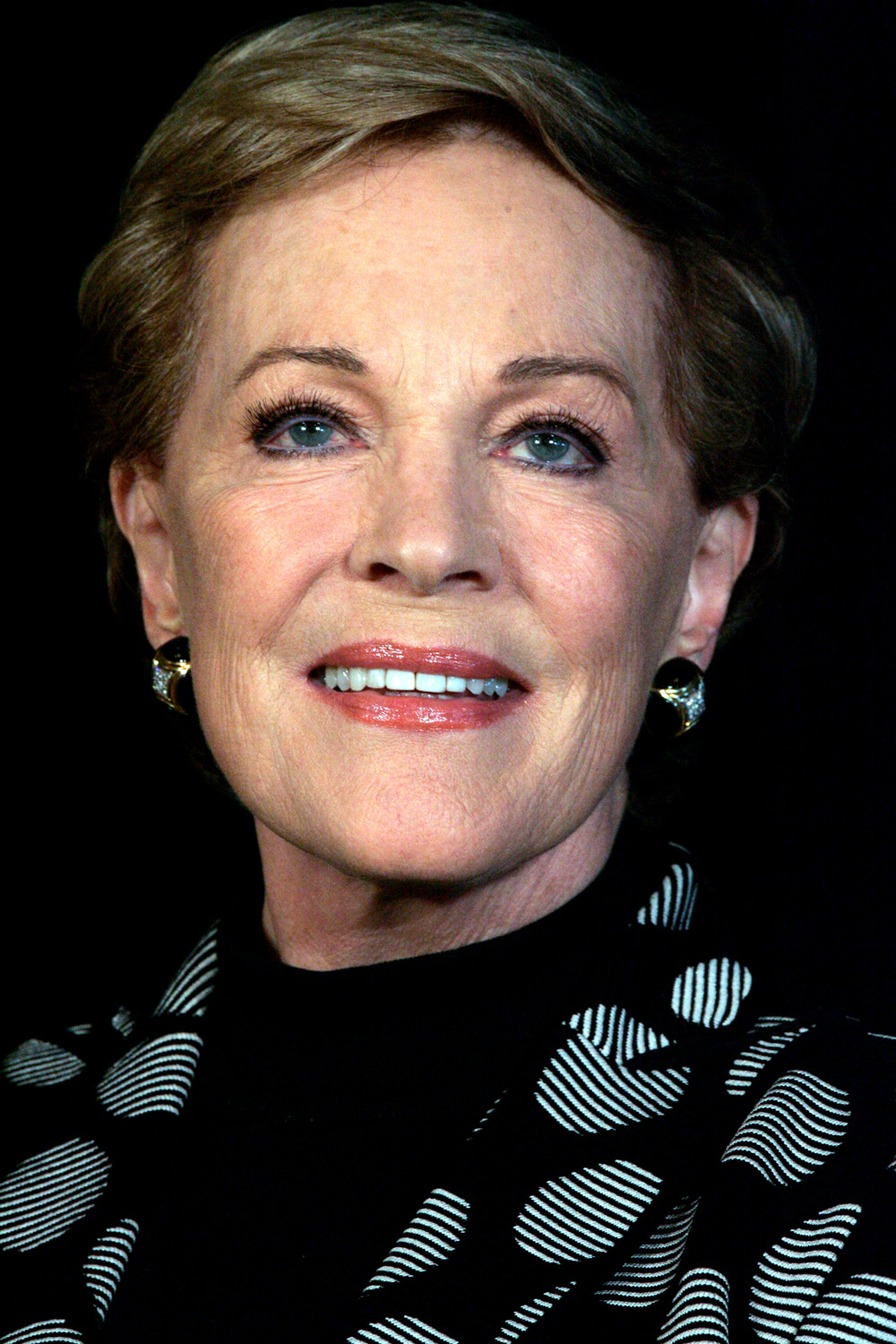
Julie Andrews

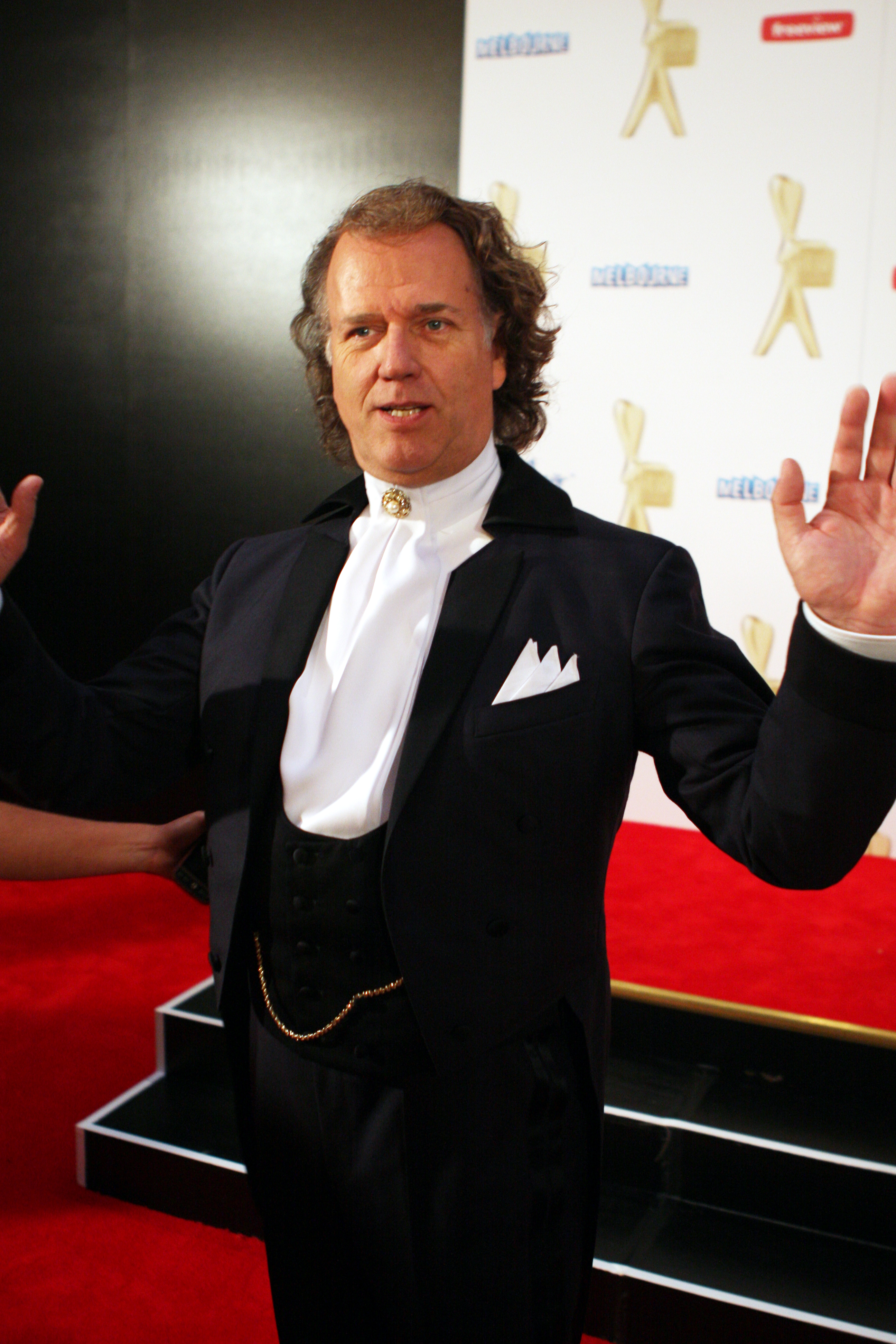
André Rieu

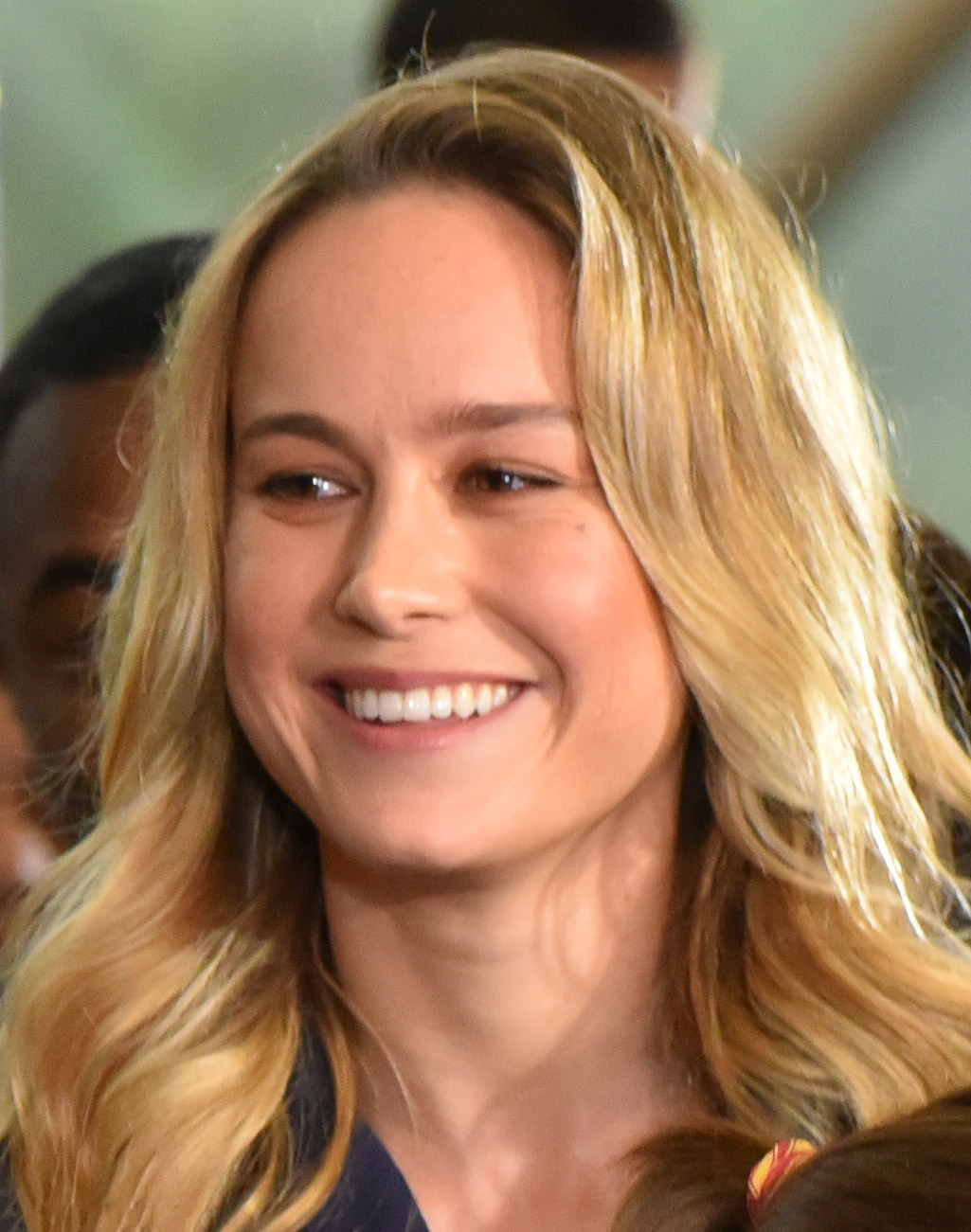
Brie Larson

### Anterior ao século XIX
- 86 a.C. — Salústio, historiador romano (m. 34 a.C.).
- 0208 — Alexandre Severo, imperador romano (m. 235).
- 1207 — Henrique III de Inglaterra (m. 1272).
- 1348 — Isabel de França, Condessa de Vertus (m. 1372).
- 1492 — Georg Rörer, teólogo luterano alemão. (m. 1557).
- 1542 — Álvaro de Mendaña de Neira, explorador e navegador espanhol (m. 1595).
- 1554 — Leonardo Lessius, teólogo belga (m. 1623).
- 1681 — Giulia Lama, pintora italiana (m. 1747).
- 1620 — Nicolaes Berchem, gravador e pintor de paisagens flamengo (m. 1683).
- 1685 — Carlos VI do Sacro Império Romano-Germânico (m. 1740).
- 1754 — Paulo I da Rússia (m. 1801).
- 1777 — Luís da Cunha Moreira, militar brasileiro (m. 1865).
- 1779 — Nathan Appleton, comerciante e político norte-americano (m. 1861).
- 1780 — Göran Wahlenberg, botânico e naturalista sueco (m. 1851).

### Século XIX
- 1845 — Adolf Oberländer, pintor e caricaturista alemão (m. 1923).
- 1847 — Annie Besant, ativista e escritora anglo-indiana (m. 1933).
- 1886 — Paul Morgan, ator e comediante austríaco (m. 1938).
- 1894 — Edgar Krahn, matemático estoniano (m. 1961).
- 1896
  - Liaquat Ali Khan, político e jurista paquistanês (m. 1951).
  - Ted Healy, ator, cantor e compositor norte-americano (m. 1937).

### Século XX

#### 1901–1950
- 1903 — Vladimir Horowitz, pianista e compositor ucraniano-americano (m. 1989).
- 1905 — Abilon Naves, político brasileiro (m. 1959).
- 1906 — Estelle Evans, atriz baamiana-norte-americana (m. 1985).
- 1910 — Fritz Köberle, médico e cientista austríaco-brasileiro (m. 1983).
- 1911 — Geraldo Ferreira Reis, bispo brasileiro (m. 1995).
- 1913 — Hélio Gracie, grão-mestre em jiu-jitsu brasileiro (m. 2009).
- 1914 — Daniel Boorstin, historiador e escritor norte-americano (m. 2004).
- 1920 — Walter Matthau, ator e cantor norte-americano (m. 2000).
- 1924
  - Jimmy Carter, político estadunidense (m. 2024).
  - William Rehnquist, magistrado americano (m. 2005).
- 1928
  - Laurence Harvey, ator norte-americano (m. 1973).
  - Willy Mairesse, automobilista belga (m. 1969).
- 1930
  - Richard Harris, ator irlandês (m. 2002).
  - Philippe Noiret, ator francês (m. 2006).
- 1934 — Emilio Botín, banqueiro e empresário espanhol (m. 2014).
- 1935 — Julie Andrews, atriz britânica.
- 1936
  - Duncan Edwards, futebolista britânico (m. 1958).
  - Stella Stevens, atriz, cantora e diretora de cinema norte-americana (m. 2023).
- 1942 — Jean-Pierre Jabouille, automobilista francês (m. 2023).
- 1943 — Jean-Jacques Annaud. realizador francês.
- 1945
  - Donny Hathaway, cantor, compositor, produtor musical e pianista norte-americano (m. 1979).
  - Carrie Lucas, cantora norte-americana.

- 1947
  - Aaron Ciechanover, biólogo israelense.
  - Mariska Veres, cantora holandesa (m. 2006).
- 1949 — André Rieu, maestro, violinista e compositor francês.
- 1950 — Randy Quaid, ator norte-americano.

#### 1951–2000
- 1952
  - Jayrinho, cantor, compositor, produtor musical e arranjador brasileiro (m. 1981).
  - Joel Marques, cantor e compositor brasileiro.
- 1953 — Klaus Wowereit, político alemão.
- 1955 — José Fernando Polozzi, futebolista e treinador de futebol brasileiro.
- 1956 — Andrus Ansip, político estoniano.
- 1957 — João José Alves Dias, historiador e professor universitário português.
- 1958 — Zeta Bosio, músico argentino.
- 1959
  - Rogério Gonçalves, treinador de futebol português.
  - Youssou N'Dour, cantor, ator e político senegalês.
- 1961
  - Robert Rey, cirurgião plástico brasileiro.
  - Walter Mazzarri, treinador de futebol italiano.
- 1963
  - Jean-Denis Délétraz, automobilista suíço.
  - Dimitri from Paris, produtor e DJ francês.
- 1964 — John Sheridan, futebolista e treinador de futebol irlandês.
- 1965
  - Ted King, ator norte-americano.
  - Cindy Margolis, atriz e modelo norte-americana.
- 1966
  - José "Cuco" Ziganda, futebolista e treinador de futebol espanhol.
  - George Weah, futebolista e político liberiano.
- 1969 — Marcus Stephen, político nauruano.
- 1972
  - Jean, futebolista brasileiro.
  - Danielle Scott, jogadora norte-americana de vôlei.
- 1976 — Ümit Karan, futebolista turco.
- 1977 — Romero Rodrigues, empresário brasileiro.
- 1978 — Paulo Sérgio, futebolista brasileiro.
- 1979
  - Walewska Oliveira, jogadora brasileira de vôlei (m.2023).
  - Curtis Axel, wrestler norte-americano.
  - Gilberto Martínez Vidal, futebolista costarriquenho.
- 1980
  - Fernanda Vogel, modelo brasileira (m. 2001).
  - Bruno Saltor Grau, futebolista espanhol.
- 1981
  - Júlio Baptista, futebolista brasileiro.
  - Gaby Mudingayi, futebolista belga.
  - Haruna Babangida, futebolista nigeriano.
- 1982
  - Tiago Brandão, fotojornalista brasileiro (m. 2020).
  - Sheena Tosta, atleta norte-americana.
- 1983
  - Eliseu, futebolista português.
  - Mirko Vučinić, futebolista montenegrino.
- 1984
  - Rodolfo Trelha, cantor brasileiro.
  - Bartholomew Ogbeche, futebolista nigeriano.
- 1987 — Ketleyn Quadros, judoca brasileira.
- 1988 — Nick Whitaker, ator estadunidense.
- 1989
  - Guido Falaschi, automobilista argentino (m. 2011).
  - Brie Larson, atriz norte-americana.
- 1990 — Anthony Lopes, futebolista português.
- 1991 — Timothée Kolodziejczak, futebolista francês.
- 1992 — Bruno Martini, músico, cantor, compositor, produtor, ator e DJ brasileiro.
- 1993 — Christian Bravo, futebolista chileno.
- 1994 — Rodrigo Aguirre, futebolista uruguaio.
- 1996 — Saeid Ezatolahi, futebolista iraniano.
- 1997 — Hamza Choudhury, futebolista bengali.
- 1998
  - Agustín Canobbio, futebolista uruguaio.
  - Anan Wong, ator, cantor e modelo tailandês.
- 2000
  - Jonathan Milan, ciclista italiano.
  - Natachai Boonprasert, ator, cantor, modelo e apresentador de televisão tailandês.

### Século XXI
- 2001 — Mason Greenwood, futebolista inglês.

## Mortes

### Anterior ao século XIX
- 0686 — Tenmu, imperador japonês (n. 631).
- 0959 — Eduíno de Inglaterra (n. 941).
- 1040 — Alano III da Bretanha (n. 997).
- 1310 — Beatriz de Borgonha, nobre francesa (n. 1258).
- 1404 — Papa Bonifácio IX (n. 1356).
- 1499 — Marsílio Ficino, médico, filósofo e humanista italiano (n. 1433).
- 1500 — John Alcock, literato, arquiteto e cardeal católico inglês (n. 1430).
- 1532 — Mabuse, pintor flamengo (n. 1478).
- 1570 — Frans Floris, pintor flamengo (n. 1520).
- 1574 — Maarten van Heemskerck, pintor e gravador flamengo (n. 1498).
- 1585 — Ana da Dinamarca, eleitora da Saxônia (n. 1532).
- 1652 — Jan Asselijn, pintor e desenhista neerlandês (n. 1610).
- 1684 — Pierre Corneille, dramaturgo francês (n. 1606).
- 1708 — John Blow, organista e compositor inglês (n. 1649).
- 1716 — Giovanni Battista Bassani, compositor, violinista e organista italiano (n. 1657).
- 1795 — Robert Bakewell, cientista agrário britânico (n. 1725).

### Século XIX
- 1814 — Guillaume-Antoine Olivier, naturalista, entomologista, médico e zoólogo francês (n. 1756).
- 1833 — Luisa Todi, mezzo-soprano portuguesa (n. 1753).
- 1855 — Ernst Dieffenbach, médico, geólogo e pesquisador alemão (n. 1811).
- 1873 — Edwin Landseer, pintor britânico (n. 1802).

### Século XX
- 1901 — Abderramão Cã, emir afegão (n. 1844).
- 1929 — Antoine Bourdelle, escultor francês (n. 1861).
- 1940 — Zeng Jiongzhi, matemático chinês (n. 1898).
- 1957 — Jacques Fesch, diarista francês (n. 1930).
- 1959 — Enrico De Nicola, político italiano (n. 1877).
- 1962 — Ludwig Bemelmans, escritor e ilustrador austríaco (n. 1898).
- 1974 — Spyridon Marinatos, arqueólogo grego (n. 1901).
- 1985 — E. B. White, escritor norte-americano (n. 1899).
- 1990 — Curtis LeMay, general norte-americano (n. 1906).
- 1992 — Petra Kelly, ativista e política alemã (n. 1947).
- 1995 — Ibrahim Sued, jornalista, apresentador de televisão, crítico e colunista social brasileiro (n. 1924).
- 1997 — Francisco Aramburu, futebolista brasileiro (n. 1922).

### Século XXI
- 2007 — Al Oerter, atleta norte-americano (n. 1936).
- 2009
  - Otar Chiladze, escritor georgiano (n. 1933).
  - André-Philippe Futa, político congolês (n. 1943).
  - Bhandit Rittakol, cineasta, produtor e roteirista tailandês (n. 1951).
- 2012 — Eric Hobsbawm, historiador e escritor anglo-egípcio (n. 1917).
- 2013
  - Giuliano Gemma, ator italiano (n. 1938).
  - Tom Clancy, escritor estadunidense (n. 1947).
- 2017 — Lourenço, cantor e compositor brasileiro (n. 1955).
- 2018 — Charles Aznavour, cantor e compositor francês (n. 1924).
- 2019 — Karel Gott, cantor tcheco (n. 1939).

## Feriados e eventos cíclicos

### Brasil
- Dia do Idoso
- Dia do Vereador

### Cristianismo
- Abiatar e Sidônia
- Bavão de Gand
- Cecilia Eusepi
- Juan de Palafox y Mendoza
- Melquisedeque da Geórgia
- Nicécio de Tréveris
- Remígio de Reims
- Romano, o Melodista
- Teresa de Lisieux
- Veríssimo, Máxima e Júlia

## Outros calendários
- No calendário romano era o dia das calendas de outubro.
- No calendário litúrgico tem a letra dominical A para o dia da semana.
- No calendário gregoriano a epacta do dia é xxii.